# 中村平八
中村 平八（なかむら へいはち、1936年 - ）は、日本の社会主義経済学者。専門は、国際関係論・社会主義論。

## 略歴
長野県茅野市出身。長野県諏訪清陵高等学校を経て、東京外国語大学ロシア語科卒業。東京大学大学院社会科学研究科国際関係論博士課程修了。国際学修士（東京大学）、経済学博士（立命館大学）。神奈川大学経済学部教授。同大学経済学部長・同大学経済貿易研究所所長。

## 著書
- 『発展途上社会主義の研究』 白桃書房 1988年
- 『ソ連邦からロシアへ -ロシアはどこに行くのか-』 白桃書房 2006年

## 翻訳
- 『三菱 -この巨大企業集団-』 エム・ヴェ・スチャーギナ著 二瓶剛男共訳 青木書店 1975年